# Фосфорна аварія під Ожидовом
Фосфорна аварія під Ожидовом — техногенна катастрофа, що трапилась 16 липня 2007 року о 16:55 у Буському районі Львівської області.

## Перебіг подій
На перегоні Красне — Ожидів зійшли з колії та перекинулися 15 цистерн із жовтим фосфором товарного потягу № 2005 (всього у складі потягу було 58 вагонів). Цистерни слідували зі станції Асса (Джамбул, Казахстан) до станції Оклеса (Республіка Польща). Через витік фосфору із однієї цистерни сталося самозаймання 6 цистерн.
У результаті сходження цистерн пошкоджено 50 м залізничної колії, близько 100 м контактної мережі та три опори. Під час гасіння пожежі утворилася хмара з продуктів горіння (зона ураження близько 90 км²). Почалась евакуація із зони ураження. Спершу евакуювали людей із найближчих сіл, інших за бажанням. Ситуацію ускладнювало те, що водою гасити фосфор не можна.
До ліквідації наслідків надзвичайної ситуації було залучено 450 осіб особового складу та 80 одиниць техніки, у тому числі: від МНС 125 осіб і 30 одиниць техніки, від Мінтрансу 30 осіб і 7 одиниць техніки (6 пожежних потягів), від МВС 220 осіб і 30 одиниць техніки, від МОЗ 25 осіб і 9 одиниць техніки. Операція з ліквідації пожежі проходила під керівництвом очільника львівських рятувальників Сергія Дмитровського.
Ввечері 16 липня о 22:29 пожежу погасили. Внаслідок пожежі продуктами горіння отруїлося 16 осіб, з яких 13 у стані тяжкого та середнього ступеня важкості госпіталізували до військового медичного клінічного центру Західного оперативного командування у Львові. Семеро госпіталізованих — працівники МНС, двоє — працівники Державтоінспекції, четверо — місцеві жителі. Загиблих не було, однак зранку наступного дня мешканці Буського району почали звертатися у лікарні та медпункти зі скаргами на нудоту і головний біль. Жителів найближчих сіл було тимчасово відселено..
17 липня у зв'язку із реакцією фосфору з повітрям пожежа продовжилась в невеликих осередках, які були не покриті піною. Пожежники продовжували поливати піною місце катастрофи.
19 липня почали піднімати та завантажувати уцілілі цистерни з фосфором. В цілому з початку виникнення надзвичайної ситуації було госпіталізовано 152 особи (з них 27 дітей), у тому числі 14 рятувальників МНС, які брали безпосередню участь у гасінні пожежі, 3 медичних працівники, які надавали невідкладну медичну допомогу в зоні надзвичайної ситуації, решта — жителі навколишніх населених пунктів. Тяжких хворих не було. 6 працівників МНС перебували у стані середньої тяжкості, стан решти 8 — задовільний.